# كرايسيس كور: فاينل فانتسي 7
كرايسيس كور: فاينال فانتازي 7 (بالإنجليزية: Crisis Core: Final Fantasy VII)‏ و (باليابانية: クライシス コア -ファイナルファンタジ) هي لعبة فيديو أكشن تقمص الأدوار تم إنتاجها في سنة 2007 وقد تم نشرها من قبل شركة سكوير إنكس لأجهزة بلاي ستيشن بورتبل تم إطلاقها كتكملة للعبة فاينل فانتازي 7.